# Cecil McMaster
Cecil McMaster   (Gqeberha, 5 de juny de 1895 - Germiston, 11 de setembre de 1981) va ser un atleta sud-africà, especialista en marxa atlètica, que va competir durant la dècada de 1920.
El 1920 va prendre part en els Jocs Olímpics d'Anvers, on disputà dues proves del programa d'atletisme. En ambdues, els tres i deu km marxa, finalitzà en quarta posició. Quatre anys més tard, als Jocs de París, guanyà la medalla de bronze en la prova dels 10 km marxa del programa d'atletisme.